# TWS-наушники
TWS-наушники (аббревиатура на англ. true wireless stereo, на рус. полностью беспроводные стереосистемы) — беспроводные наушники, работающие по протоколу Bluetooth, внутриканальные или вкладыши по конструкции, которые не связаны между собой кабелем. Чаще всего заряжаются от комплектного кейса-футляра и имеют в конструкции встроенные аккумуляторы.

## История
Первая модель беспроводных наушников-(i-PHONO BT420EX) были выпущены на рынок компанией Bluetake в 2005 году. Но это все же не TWS.
Вопреки частому заблуждению, первыми по-настоящему беспроводными (True Wireless) были не Apple AirPods, а наушники Dash, выпущенные компанией Bragi в 2015 году.